# Vidago

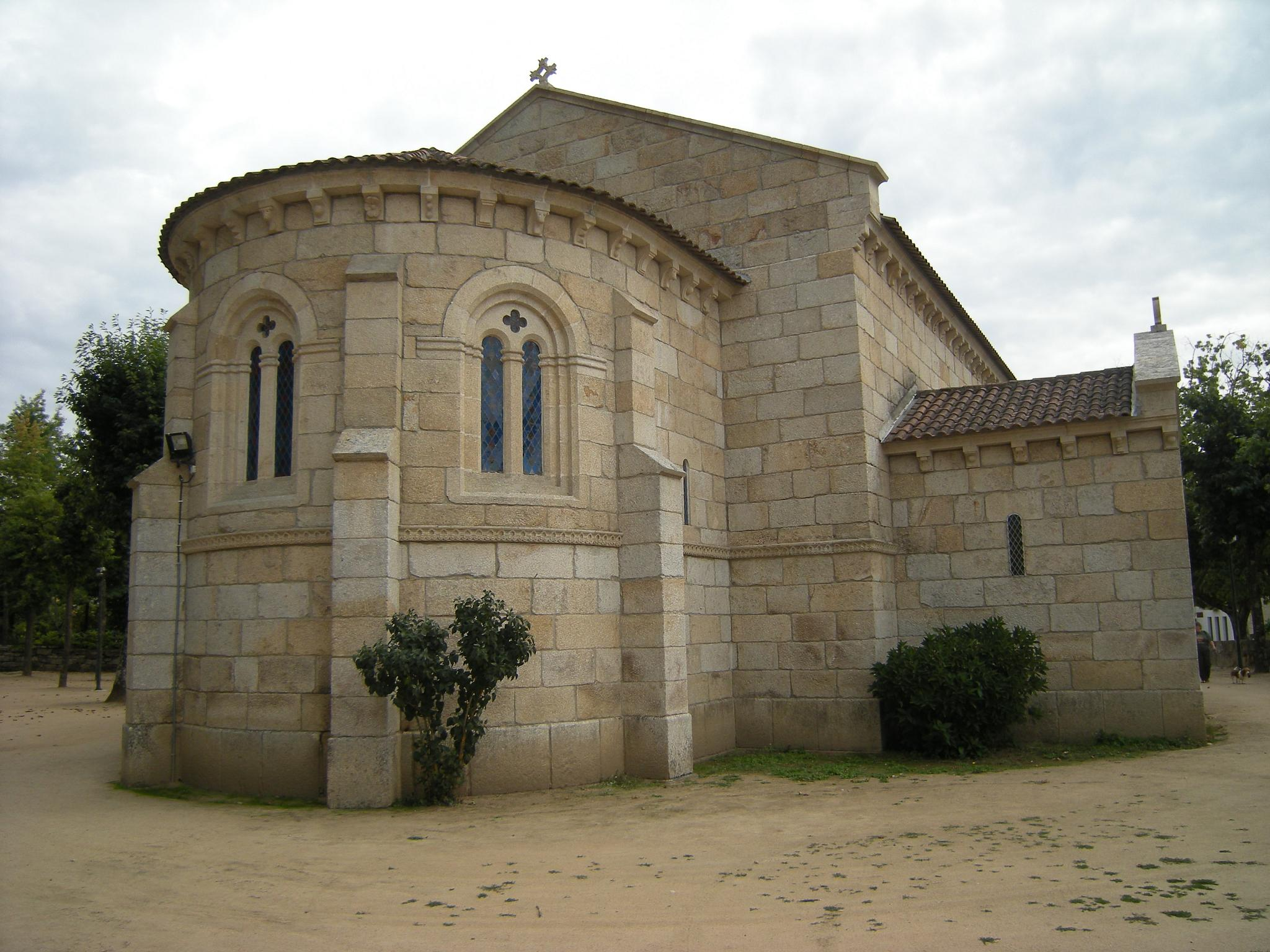
Igreja de Nossa Senhora da Conceição de Vidago, absida.

Vidago é uma vila portuguesa do Município de Chaves com 1 124 habitantes (censo de 2021). É sede da freguesia de Vidago (União das freguesias de Vidago, Arcossó, Selhariz e Vilarinho das Paranheiras), que tem 24,57 km² de área e 1728 habitantes (censo de 2021), tendo, por isso, uma densidade populacional de 70,3 hab./km².
A povoação de Vidago foi elevada à categoria de vila em 1925.

## Geografia
Vidago está situada a 15 km da cidade de Chaves, sede municipal. Fica na zona sul da circunscrição, sendo atravessada pela estrada nacional n.º 2. A vila está localizada no fundo de um vale apertado onde confluem o rio Avelames e a Ribeira de Oura, em cujas margens se plantam videiras. Em volta estão as serras do Alvão e da Padrela.
A norte está o pico de Santa Bárbara, local de grande passado nacionalista. O vale, em tempos muito arborizado está agora mais despido de vegetação, por ter sido, na década de 1980, vítima de incêndios devastadores.
Vidago é ainda conhecido pelas suas águas termais e pelo ex-libris da vila: Vidago-Palace Hotel. As águas de Vidago, muito especialmente as da nascente n.º 1, de uma alcalinidade superior a qualquer água portuguesa, excedem também em alcalinidade as de Vichy. Na Europa só há outra estância onde se dão injeções de água viva, Uriage (França). Tais injeções são intramusculares, para a cura de eczemas, coriza hidroreica, urticária, bronquites, asma, etc.
Martiniano Ferreira Botelho (1853-1939) foi um médico, farmacêutico e político português que escreveu a sua tese de doutoramento sobre as águas de Vidago: "Breve estudo sobre as águas alcalino-gazósas das Pedras Salgadas", que se encontra disponível na Biblioteca Nacional Digital.

## História
Há quem diga que Vidago foi uma estância termal no tempo dos Romanos, que ali iam fazer as suas curas e tanto bebiam como lavavam os seus corpos nas santas águas, para curar os seus males. Sabe-se que o seu povoamento é muito anterior ao século XII, embora nessa altura não passasse de uma aldeia sem mais importância do que as circunvizinhas. É natural que o lugar já fosse povoado em épocas pré-romanas, como se deduz da arqueologia, da topografia e da própria toponímia locais, visto que não só a sua situação geográfica a tornava própria à defesa estratégica, como também a riqueza da região em águas minerais não seria desaproveitada pelos Romanos, que sempre usaram as nascentes termais, onde se encontravam.
A antiga freguesia de Vidago foi criada pela Lei nº 1803, de 20/07/1925, com lugares da freguesia de Arcossó.
Em 2013, no âmbito de uma reforma administrativa nacional, foi anexado a esta freguesia o território das antigas freguesias de Arcossó, Selhariz e Vilarinho das Paranheiras.

## Demografia
A população registada nos censos foi:
| Distribuição da População por Grupos Etários | Distribuição da População por Grupos Etários | Distribuição da População por Grupos Etários | Distribuição da População por Grupos Etários | Distribuição da População por Grupos Etários | Distribuição da População por Grupos Etários |
| -------------------------------------------- | -------------------------------------------- | -------------------------------------------- | -------------------------------------------- | -------------------------------------------- | -------------------------------------------- |
| Antes da agregação                           |                                              |                                              |                                              |                                              |                                              |
| Ano                                          | 0-14 anos                                    | 15-24 anos                                   | 25-64 anos                                   | >= 65 anos                                   | Total                                        |
| 2001                                         | 269                                          | 260                                          | 1036                                         | 517                                          | 2082                                         |
| 2011                                         | 239                                          | 206                                          | 982                                          | 564                                          | 1991                                         |
| Após a agregação                             |                                              |                                              |                                              |                                              |                                              |
| Ano                                          | 0-14 anos                                    | 15-24 anos                                   | 25-64 anos                                   | >= 65 anos                                   | Total                                        |
| 2021                                         | 141                                          | 148                                          | 815                                          | 624                                          | 1728                                         |

## Águas de Vidago
Esta aldeia pequenina, que estava como lugar pertencente à freguesia de Arcossó, passava despercebida na geografia continental. Em 1863, Manuel de Sousa, lavrador desta localidade e natural da risonha aldeia de Vidago, vindo de uma das suas propriedades, ao passar pelo Souto, terreno pertencente a João das Fragas e Aurélia Rita, denominado “Palheiros”, debruçou-se sobre uma pequena poça para beber água, a qual nem para regar era aproveitada, visto a sua nascente ser insuficiente, perdendo-se na terra lavrada.
Manuel de Sousa, fosse pela sede que levava, fosse pelo destino que o celebra como achador da água, bebeu dela e achou-a picante, logo encontrando boa disposição no seu estômago, do qual sofria de enfartamento. Já que havia encontrado tal alívio, continuou a beber da mesma água, transmitindo depois o achado à sua parente D. Júlia Vaz de Araújo, que foi quem as levou, logo de seguida, ao conhecimento do Dr. Domingos Vieira Ribeiro, que tinha a sua residência em Chaves.
No mesmo ano da sua descoberta foram levadas para análises doze garrafas de água mineral, alguns espécimes de rocha, terra e resíduos, para o Laboratório da Escola Politécnica. Logo que as águas foram descobertas, e quando se faziam as respectivas análises nos laboratórios químicos de Lisboa e Porto, o Dr. António Vítor de Carvalho e Sousa, da aldeia de Vila do Conde, olhava com admiração a nascente da qual brotava a água que amainava o seu padecimento de gota que tanto o atormentava. Então, o Dr. de Carvalho e Sousa, maravilhado com tão bom resultado deste achado, mandou fazer à sua custa a fonte que primeiro teve a honra de figurar no local da emergência.
As garrafas de água mineral, Vidago, Salus e Campilho são extraídos em Vidago. A vila, foi em tempos um dos balneários termais, mais visitados em Portugal. A água é, aparentemente eficaz no tratamento de problemas digestivos, pois contém bicarbonato de sódio e, de acordo com folhetos publicitários, elementos radioactivos. O “spa” está hoje integrado no Palace Vidago Hotel.
A vila termal, teve um período de esplendor 1875-1877 quando o Rei Luís I, fez visitas consecutivas. A fama dos poderes curativos das águas espalhou-se tão longe que, em 1876-1889, foram premiados, em Madrid, Paris, Viena e Rio de Janeiro.
Um impedimento para o desenvolvimento da Vila foi a dificuldade de transporte. Os “hospedes” vinham em transportes do Porto, que utilizam estradas que eram muitas vezes, pouco mais que um caminho. Finalmente, em 1907 o caminho-de-ferro, de Peso da Régua a Vila Real foi prolongado até Pedras Salgadas, vinte quilómetros ao sul de Vidago. Três anos depois, o primeiro comboio chegou à estação de Vidago. Depois disso, as Termas assumiram uma popularidade renovada. Quando o Hotel Palace foi construído, era o mais luxuoso da Península Ibérica. Havia bailes, quadras de ténis, e campos de Golf e, na ilha do lago havia uma espaçosa pista de patinagem. No ano de 2017 as águas Campilho receberam um prémio.

## Economia
Em termos da vida económica local, o sector primário continua a ter alguma importância, mas não como em décadas anteriores. Actualmente, apenas pouco mais de oitenta pessoas ainda se dedicam à agricultura, sendo as explorações agrícolas caracterizadas por minifúndios (90%) e médias propriedades com rentabilidade (10%), destinadas ao cultivo de produtos hortícolas, batatas, cereais e à produção vinícola. O sector secundário é um dos principais pilares da economia local, devido essencialmente às águas minero-medicinais, principalmente das marcas “Vidago Salus” e “Campilho”.
Além do turismo, a construção civil é outra área que tem sido dinamizada graças aos investimentos feitos por emigrantes locais, fundamentalmente ao nível de construção de habitação própria. Por último, no sector terciário, a freguesia encontra-se dotada de alguns serviços públicos, como são os casos de um posto de GNR, uma corporação de bombeiros, uma extensão dos serviços camarários através do posto de atendimento municipal, um posto de atendimento da Segurança Social, o mercado municipal, bem como diversos serviços públicos de saúde e ensino.

## Património
No âmbito das atracções turísticas, sobressai o património monumental realçando-se:
- Igreja matriz
- Capelas de S. Simão e do Cabo
- Solar dos Machados (brasonado e com capela)
- Edifícios do Hotel Vidago e do Palace Vidago Hotel do arq. José Ferreira da Costa
- Torre do Miradouro com a capela do Couto
- Termas de Vidago.

## Associações Culturais e Desportivas
Na vida associativa local o destaque vai para o trabalho social que tem sido desenvolvido pelo Vidago Futebol Clube, e a Casa de Cultura de Vidago link externo. Estas associações contam já com algum equipamento. A freguesia tem dois pavilhões gimnodesportivos, e um campo de jogos.

## Festas, feiras e romarias
A Casa de Cultura de Vidago Organiza no 3º fim de semana de Outubro a FEIRA-PRODUTOS DA TERRA & ARTESANATO, a sua primeira edição foi realizada em 2007. A feira anual de S. Simão realiza-se a 28 de Outubro. As festas da elevação de Vidago a Vila, no dia 20 de Julho e  a de Nossa Senhora da Saúde no primeiro fim-de-semana de Agosto.